# Réseau des écoles françaises de cinéma d’animation
Le Réseau des écoles françaises de cinéma d’animation (RECA) est une association regroupant des écoles françaises de cinéma d’animation créée en 2012, pour « contribuer à la lisibilité de l’offre en formation dans le secteur de l’animation » et « favoriser le dialogue entre les écoles et avec les professionnels dans le respect d’une déontologie commune » selon ses fondateurs.  
Ce réseau est né de l'association de quinze écoles françaises d'animation. 
Le RECA est une association loi de 1901 reconnue d’intérêt général, soutenue par le Centre national du cinéma et de l'image animée (CNC), par le pôle image Magelis et par les syndicats du secteur du cinéma d'animation : le syndicat des producteurs de films d’animation (Animfrance) et la Fédération des industries du cinéma, de l’audiovisuel et du multimédia (FICAM),.

## Listes des écoles membres et reconnues

### Écoles publiques
- Université Paris 8 - ATI (Master Arts et technologies de l’image) (Saint-Denis, publique)
- École Estienne (Paris, publique)
- École supérieure d'art et de design d'Amiens - Waide Somme[6] (Amiens, publique)
- ENSAD - École nationale supérieure des arts décoratifs (Paris, publique)
- ESAAT - École supérieure des arts appliqués et du textile (Roubaix, publique)
- Gobelins (Paris, consulaire)

### Écoles privées
- École Brassart (Tours)
- ECV - École de communication visuelle (Bordeaux)
- École Émile-Cohl (Lyon)
- École des métiers du cinéma d'animation (Angoulême, consulaire)
- ENSI - École des nouvelles images (Avignon)
- École Georges-Méliès (Orly)
- École Pivaut (Nantes)
- École Piktura (ex-Pôle IIID) - Université catholique de Lille (Lille)
- ARTFX School of Digital Arts (Montpellier)
- Atelier de Sèvres (Paris)
- Créative Seeds (Cesson Sévigné)
- ESMA - École supérieure des métiers artistiques (Montpellier)
- ESMA - École supérieure des métiers artistiques (Toulouse)
- École Bellecour (Lyon)
- ESRA - École supérieure de réalisation audiovisuelle - Sup’Infograph (Côte d'Azur)
- ESRA - École supérieure de réalisation audiovisuelle - Sup’Infograph (Paris)
- ESRA - École supérieure de réalisation audiovisuelle - Sup’Infograph (Rennes)
- ILOI - Institut de l'image de l'océan Indien (La Réunion)
- IIM - Institut de l’internet et du multimédia (La Défense)[7].
- Institut Sainte-Geneviève (Paris)
- ISART Digital (Paris)
- La Poudrière (Valence)
- École L'Atelier (Angoulême)
- L'IDEM - École supérieure des métiers créatifs et numériques (Le Soler)
- Institut supérieur des arts appliqués LISAA (Paris)
- École MoPA (ex-Supinfocom Arles) (Arles)
- Rubika (ex-Supinfocom Valenciennes) (Valenciennes)